# Градски стадион у Новом Пазару
Градски стадион у Новом Пазару је стадион са више намена у Новом Пазару. Тренутно се користи највише за фудбалске мечеве и он је домаћи терен ФК Нови Пазар. Капацитет стадиона је око 9.200 гледалаца, од тога је само северна трибина без седећих места. Стадион се тренутно састоји од источне и западне трибине, а од априла 2012. и северне трибине.

## Реконструкција
Током 2011. је урађена реконструкција стадиона, у коју је било уложено око 2 милиона евра. Министар животне средине, рударства и просторног планирања Оливер Дулић 12. априла 2011. отворио је радове на реконструкцији стадиона.
У склопу прве фазе реконструкције обновљена је источна трибина и изграђена потпуно нова покривена западна трибина, где се налазе просторије клуба, а на обе трибине су постављене столице. Такође је изграђен и помоћни терен са вештачком травом. У фебруару 2012. је почела изградња северне трибине, која је завршена у априлу исте године.
Пред почетак сезоне 2014/15. почело је постављање рефлекторског осветљења, док је прва утакмица под рефлекторима одиграна 29. септембра 2014. када је Нови Пазар угостио Јагодину (3 : 0).
Почетком фебруара 2022. године, ФК Нови Пазар објавио је склапање спонзорског уговора са компанијом CaizCoin који укључује и комерцијалну промену имена стадиона.